# Шампионат Кариба 1981.
Шампионат Кариба 1981. је било треће издање овог фудбалског турнира на нивоу репрезентација у организацији Карипске фудбалске уније, на којем је учествовало 11. репрезентација са Кариба, једна мање него у претходном издању, укључујући по први пут Порторико, Барбадос и Свету Луцију.
Тринидад и Тобаго је победио у финалном делу одиграном у Порторику да би по први пут постао шампион турнира, док Хаити, шампион претходног издања, није учествовао на турниру.

## Квалификације

### Прелиминарна фаза
| Јамајка | 2 : 0 | Тринидад и Тобаго |
| ------- | ----- | ----------------- |
|         |       |                   |

| Тринидад и Тобаго | 4 : 0 | Јамајка |
| ----------------- | ----- | ------- |
|                   |       |         |

 Барбадос је прошао даље пошто је  Света Луција одустала.

### Прво коло
| Барбадос | 1 : 1 | Тринидад и Тобаго |
| -------- | ----- | ----------------- |
|          |       |                   |

| Тринидад и Тобаго | 1 : 1 (4 : 2 пен.) | Барбадос |
| ----------------- | ------------------ | -------- |
|                   |                    |          |

| Гваделуп | 5 : 0 | Доминика |
| -------- | ----- | -------- |
|          |       |          |

| Доминика | 2 : 3 | Гваделуп |
| -------- | ----- | -------- |
|          |       |          |

| Суринам | 3 : 1 | Француска Гвајана |
| ------- | ----- | ----------------- |
|         |       |                   |

| Француска Гвајана | 3 : 1 | Суринам |
| ----------------- | ----- | ------- |
|                   |       |         |

| Суринам | 1 : 0 (плеј−оф) | Француска Гвајана |
| ------- | --------------- | ----------------- |
|         |                 |                   |

| Сент Винсент и Гренадини | 2 : 1 | Мартиник |
| ------------------------ | ----- | -------- |
|                          |       |          |

| [[Фудбалска репрезентација Мартиника {{{altlink2}}}\|Мартиник]] | 1 : 2 | Сент Винсент и Гренадини |
| --------------------------------------------------------------- | ----- | ------------------------ |
|                                                                 |       |                          |

### Друго коло
| Суринам | 1 : 1 | Тринидад и Тобаго |
| ------- | ----- | ----------------- |
|         |       |                   |

| Тринидад и Тобаго | 3 : 2 | Суринам |
| ----------------- | ----- | ------- |
|                   |       |         |

Тринидад и Тобаго се пласирао у финале, Суринам је отишао у плеј-оф .
| Гваделуп | 3 : 0 | Сент Винсент и Гренадини |
| -------- | ----- | ------------------------ |
|          |       |                          |

| Сент Винсент и Гренадини | 3 : 1 | Гваделуп |
| ------------------------ | ----- | -------- |
|                          |       |          |

Гвадалупа се пласирала у финале, Сент Винсент и Гренадини су отишли у плеј-оф .
Плеј−оф
| Сент Винсент и Гренадини | 2 : 1 | Суринам |
| ------------------------ | ----- | ------- |
|                          |       |         |

| Суринам | 3 : 3 | Сент Винсент и Гренадини |
| ------- | ----- | ------------------------ |
|         |       |                          |

„Сент Винсент и Гренадини су победили и пласирали се у финале.“ 

## Финални турнир
Финални турнир је одржан у Порторику. 
| Репрезентација           | Ута | Поб | Нер | Изг | ГД | ГП | ГР  | Бод |
| ------------------------ | --- | --- | --- | --- | -- | -- | --- | --- |
| Тринидад и Тобаго        | 3   | 3   | 0   | 0   | 10 | 0  | +10 | 6   |
| Сент Винсент и Гренадини | 3   | 2   | 0   | 1   | 5  | 3  | +2  | 4   |
| Гваделуп                 | 3   | 0   | 1   | 2   | 2  | 6  | –4  | 1   |
| Порторико                | 3   | 0   | 1   | 2   | 1  | 9  | –8  | 1   |

| Порторико | 1 : 1 | Гваделуп |
| --------- | ----- | -------- |
|           |       |          |

| Тринидад и Тобаго | 2 : 0 | Сент Винсент и Гренадини |
| ----------------- | ----- | ------------------------ |
|                   |       |                          |

| Порторико | 0 : 2 | Сент Винсент и Гренадини |
| --------- | ----- | ------------------------ |
|           |       |                          |

| Тринидад и Тобаго | 2 : 0 | Гваделуп |
| ----------------- | ----- | -------- |
|                   |       |          |

| Сент Винсент и Гренадини | 3 : 1 | Гваделуп |
| ------------------------ | ----- | -------- |
|                          |       |          |

| Тринидад и Тобаго | 6 : 0 | Порторико |
| ----------------- | ----- | --------- |
|                   |       |           |

| Најбољи играч | Победник Шампионата Кариба 1981. Тринидад и Тобаго 1° титула | Најбољи стрелац |